# Caistor St Edmund
 (mai 2018).
Si vous disposez d'ouvrages ou d'articles de référence ou si vous connaissez des sites web de qualité traitant du thème abordé ici, merci de compléter l'article en donnant les références utiles à sa vérifiabilité et en les liant à la section « Notes et références ».
Caistor St Edmund est un village situé près de Norwich, dans le comté de Norfolk, en Angleterre.
Depuis le 1er avril 2019, il forme la paroisse civile de Caistor St Edmund and Bixley avec le village voisin de Bixley (en).
À proximité se trouve le site de Venta Icenorum, la capitale et ville de marché du peuple des Iceni, qui peuplait la région avant l'invasion romaine de la Bretagne.